# Reis naar het diepste van de zee

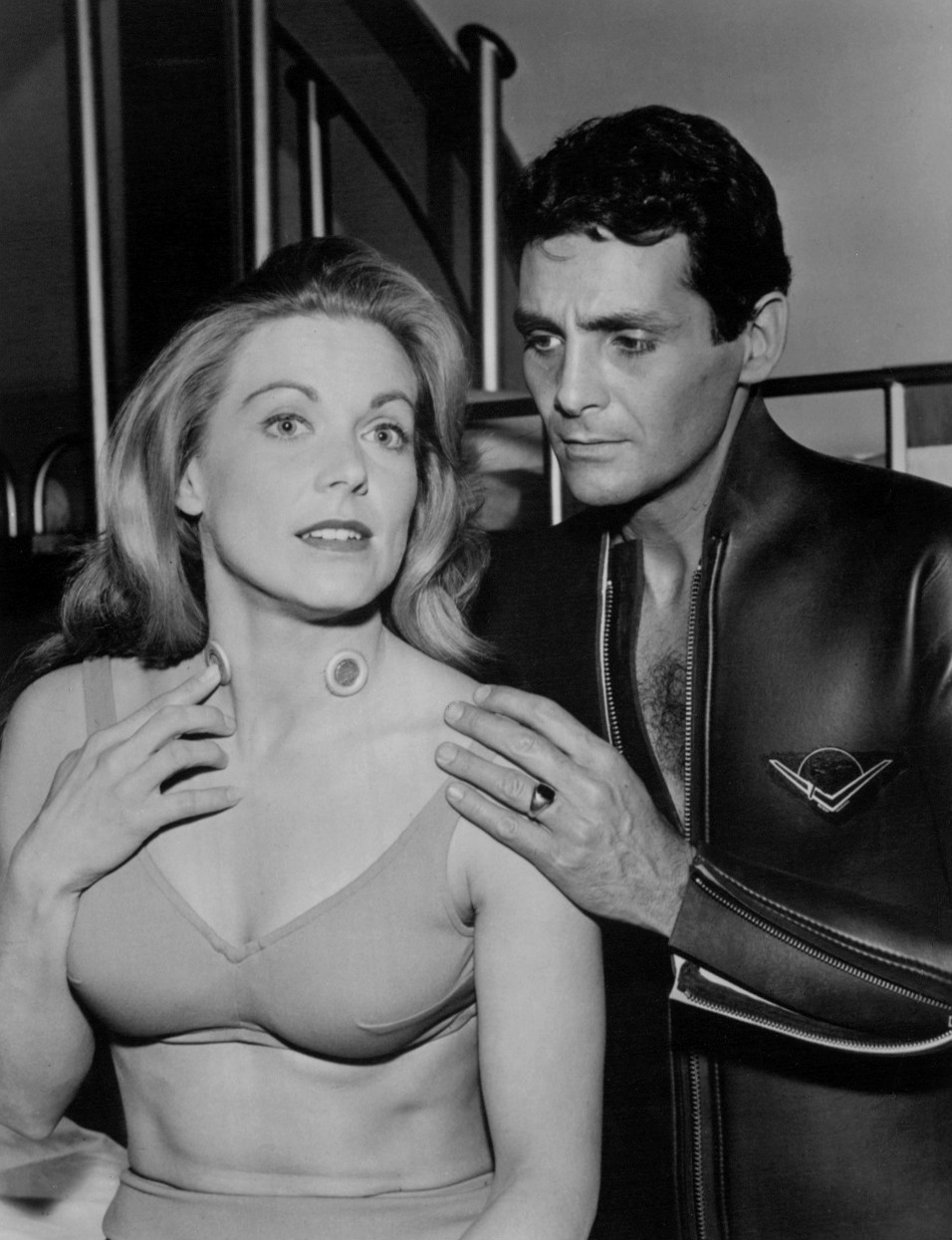
Zale Parry en David Hedison uit de tv-serie

Reis naar het diepste van de zee (Engels: The voyage to the bottom of the sea) is een sciencefictionroman uit 1961 van de Amerikaanse schrijver Theodore Sturgeon. De vertaling werd in 1967 uitgegeven bij de uitgeverij Het Spectrum in hun Prisma Pocketsreeks onder nummer 1275 tegen een kostprijs van rond 1,75 gulden. Het verhaal is niet van Sturgeon, toch een gerenommeerd SF-schrijver, zelf. Hij schreef de verhaallijn over uit de gelijknamige Amerikaanse The voyage to the bottom of the sea (in Nederland uitgebracht onder de titel Reis naar de bodem van de zee), bedacht door scenarioschrijver Irwin Allen en Charles Bennett, waarvan in 1967 ook een televisieserie (1964-1968) werd uitgezonden in Nederland. Op de boekomslag is dan ook David Hedison te zien uit de tv-serie.

## Verhaal
Gepensioneerd admiraal Harriman Nelson heeft op eigen kosten een kernonderzeeër laten bouwen, waarmee hij op ontdekkingsreis wil gaan, maar die ook geschikt is voor wapentuig. Aan boord is ook een minionderzeeër. Nelson vaart uit naar de Noordpool om opnieuw het kunststukje te herhalen van een onderzeereis onder de Noordpool. Als ze een keer terugkeert naar het wateroppervlak vinden ze echter geen ijs, maar een hemel die in brand staat. Delen van de Vanallengordels staan in brand. Het radioverkeer laat horen dat de gehele Aarde in brand staat met toenemende natuurrampen etc. Een wetenschapper berekent dat de branden geblust kunnen worden als een zogenaamde Polarisraket vanaf de Grote Oceaan nabij Guam afgeschoten wordt. Het verhaal omschrijft vervolgens de reis daarnaar toe waar het schip last krijgt van onder andere onderzeemonsters, een vloot van de Verenigde Naties die het niet eens is met de gekozen oplossing, geschillen en opstanden binnen de bemanning en wapentuig zoals zeemijnen in de Straat Magellaan.